# Dindica limatula
Dindica limatula är en fjärilsart som beskrevs av Inoue 1990. Dindica limatula ingår i släktet Dindica och familjen mätare. Inga underarter finns listade i Catalogue of Life.